# Les Bateliers Musée Archéologique et des Arts Décoratifs
Les Bateliers Musée Archéologique et des Arts Décoratifs, kortweg Les Bateliers, is een archeologisch museum en een museum voor sierkunsten in de Belgische stad Namen.
Het museumcentrum (de voormalige École des Bateliers) aan de Rue Saintraint is een samenvoeging van het vroegere Musée Groesbeeck de Croix en het vroegere Musée Archéologique (dat vroeger in de 16e-eeuwse Halle al'Chair (Vleeshal) gehuisvest was). De collectie van het archeologisch museum omvat een verzameling prehistorische, Gallo-Romeinse en Merovingische objecten, zoals beelden, keramiek, mozaïeken, sieraden, glaswerk en wapens. De laat-Romeinse schatten uit de 4de en 5de eeuw, tevoorschijn gekomen uit verschillende graven, zijn het bekendst. In de afdeling die gewijd is aan de geschiedenis en ontwikkeling van de stad staat een 17e-eeuwse maquette van Namen, gemaakt voor Lodewijk XIV van Frankrijk. Het voormalige herenhuis van de graven de Groesbeeck en de markiezen de Croix biedt onderdak aan het Museum voor Sierkunsten. Tot de collectie van dit museum behoren onder andere de Zilveren koffiekan uit de Onze-Lieve-Vrouweabdij van Leffe en de Collectie zwarte terracotta's.